# Grecja na Zimowych Igrzyskach Olimpijskich 1936
Grecję na Zimowych Igrzyskach Olimpijskich 1936 reprezentował jeden zawodnik, który wystartował w biegach narciarskich i narciarstwie alpejskim. Nie ukończył jednak żadnej konkurencji.
Był to pierwszy start Grecji na zimowych igrzyskach olimpijskich.

## Biegi narciarskie
| Zawodnik              | Konkurencja   | Czas | Pozycja | Źródło |
| --------------------- | ------------- | ---- | ------- | ------ |
| Dimitrios Negrepontis | Bieg na 18 km | DNF  | DNF     | [ 1 ]  |

## Narciarstwo alpejskie
| Zawodnik              | Konkurencja | Zjazd  | Zjazd  | Slalom      | Slalom      | Slalom           | Slalom           | Średnia punktów  | Pozycja          | Źródło |
| Zawodnik              | Konkurencja | Zjazd  | Zjazd  | Czas        | Czas        | Czas całkowity   | Punkty           | Średnia punktów  | Pozycja          | Źródło |
| Zawodnik              | Konkurencja | Czas   | Punkty | 1. przejazd | 2. przejazd | Czas całkowity   | Punkty           | Średnia punktów  | Pozycja          | Źródło |
| --------------------- | ----------- | ------ | ------ | ----------- | ----------- | ---------------- | ---------------- | ---------------- | ---------------- | ------ |
| Dimitrios Negrepontis | Kombinacja  | 6:58,6 | 68,66  | 2:15,3      | DNF         | Nieklasyfikowany | Nieklasyfikowany | Nieklasyfikowany | Nieklasyfikowany | [ 2 ]  |